# Circuit de Charade
Pour les articles homonymes, voir Charade (homonymie).
Le circuit de Charade (initialement Circuit automobile de montagne d'Auvergne) est un circuit automobile français situé à Saint-Genès-Champanelle dans le département du Puy-de-Dôme, en région Auvergne-Rhône-Alpes.
Il a autrefois accueilli des courses internationales comme le Trophée d'Auvergne des voitures de sport puis le Grand Prix automobile de France sur son tracé sinueux et montagneux de 8 km. Raccourci, il n'accueille plus que quelques compétitions nationales. La piste est homologuée FFSA Grade 4.
En décembre 2020, afin de redynamiser le circuit, le département du Puy-de-Dôme s'est associé au groupe Green Corp Konnection pour une refonte du complexe automobile qui sera tourné vers les énergies vertes.

## Historique
En 1953, l'Association sportive de l'Automobile club d'Auvergne présidée par Jean Auchatraire envisage de créer un circuit automobile à Clermont-Ferrand pour fêter le cinquantenaire de la venue de la Coupe automobile Gordon Bennett en 1955. Comme de très nombreux circuits français encore à cette époque, il s'agit de trouver un ensemble de routes publiques aménageables pour créer une piste fermée lors des compétitions. Des travaux sont lancés dans le quartier d'Herbet mais, un mois avant la date de la première course prévue, la catastrophe du Mans aboutit à l'interdiction de créer des circuits en ville. La commission des circuits refuse le tracé clermontois.
Encouragés par les instances sportives nationales, les organisateurs se mettent alors à la recherche d'un tracé alternatif et se tournent vers la création d'un circuit de montagne.
Le pilote Louis Rosier trouve un potentiel tracé au sud-ouest de Clermont-Ferrand autour de deux volcans et délimité par les actuelles D767, D5F, D5. En visite sur le site, le directeur du circuit de Reims-Gueux, Raymond Roche, n'est pas pleinement convaincu par ce tracé. En particulier, il apparaît difficile d'installer stands et paddocks sur des pentes relativement abruptes. Jean Auchatraire propose alors d'étendre le tracé en passant par les villages de Thèdes et Manson mais, depuis la catastrophe des 24 Heures du Mans 1955, un décret interdit la création d'un nouveau circuit en zone urbaine. L'attention soudain attirée par la qualité du tracé remontant du carrefour de Champeaux jusqu'à Thèdes, Raymond Roche trouve comme solution de construire une route spécifique reliant le tertre de Thèdes au hameau de Charade « et là, vous avez un circuit formidable ».
Les travaux débutent en mai 1957. Les routes existantes sont élargies et resurfacées, un talus de terre borde la piste le long des ravins. Des stands et une tour de contrôles provisoires sont édifiés, les bâtiments définitifs étant installés en 1959. Les pentes des deux volcans servent de tribunes naturelles tout autour de la piste. Seule face aux stands est édifiée une tribune accueillant le public et la presse.
Le circuit est inauguré le 27 juillet 1958 par le préfet du Puy de Dôme. Son tracé montagneux, très apprécié des pilotes, est composé à l'origine de cinquante-deux virages. Le départ « type Le Mans » de la première épreuve, les Trois Heures d'Auvergne pour voitures de sport, est donné sous les ordres de Raymond Roche. L'Écossais Innes Ireland, au volant de sa légère Lotus MK XI 1958, s'impose après avoir parcouru 328,86 kilomètres. Les Trophées d'Auvergne vont alors accueillir annuellement et concomitamment des épreuves de SportsCars et de Formule 2.
En 1958, Maurice Trintignant est le premier vainqueur en Formule 2 sur Cooper T43 - -Climax FPF du Rob Walker Racing Team. En 1959 toujours en Formule 2, Stirling Moss déclare « Charade est le plus beau circuit du monde ».

### Apogée: Formule 1 et Grand Prix moto

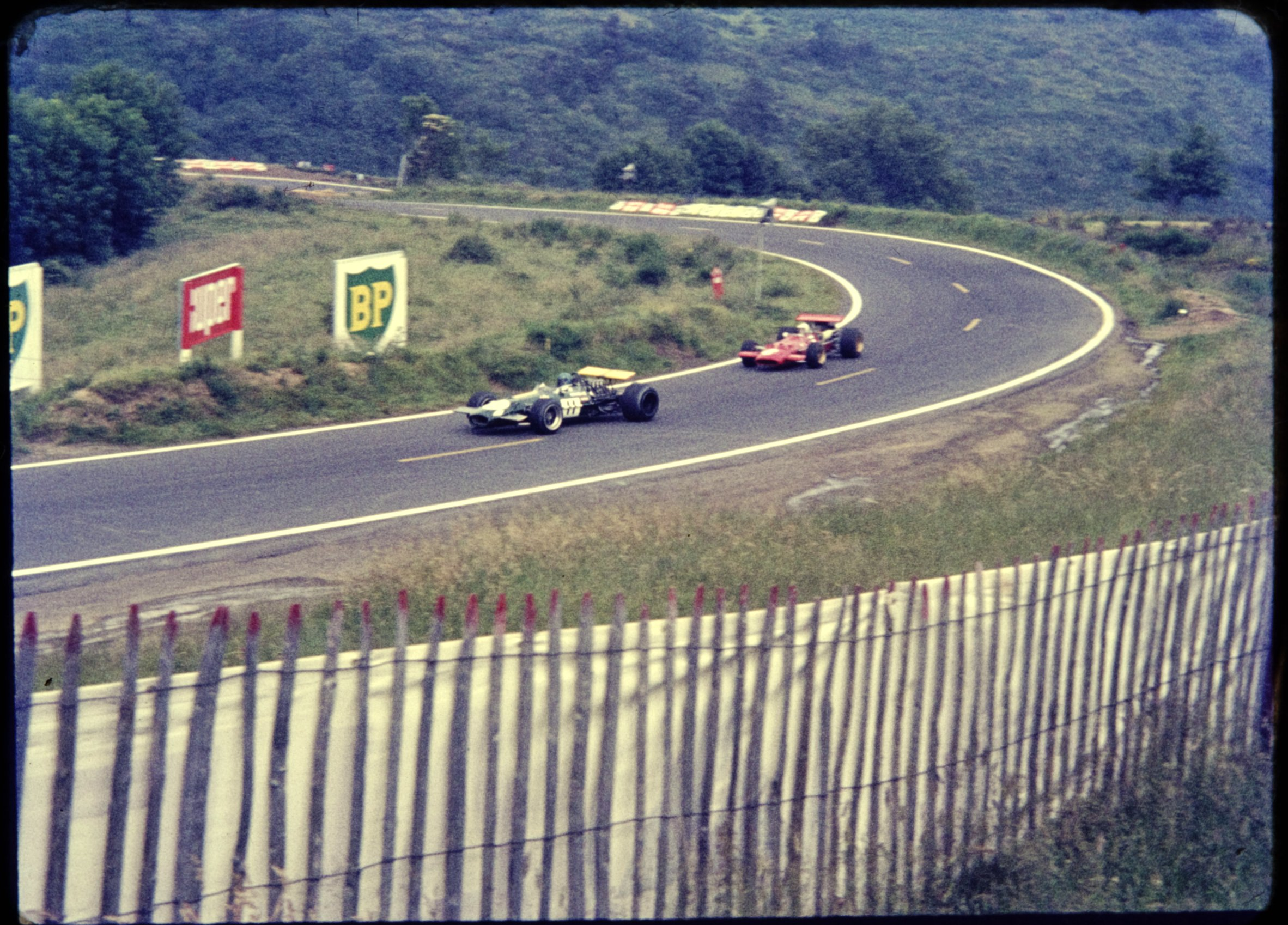
Jacky Ickx et Chris Amon à Charade lors du GP de France 1969.

Sur le tracé initial d'un développement de 8,055 kilomètres, se sont disputés quatre Grands Prix de Formule 1, en 1965, 1969, 1970 et 1972.
| Saison | Date      | Pilote vainqueur | Nationalité | Écurie       | Résultats |
| ------ | --------- | ---------------- | ----------- | ------------ | --------- |
| 1965   | 27 juin   | Jim Clark        | Royaume-Uni | Lotus-Climax | Résumé    |
| 1969   | 6 juillet | Jackie Stewart   | Royaume-Uni | Matra-Ford   | Résumé    |
| 1970   | 5 juillet | Jochen Rindt     | Autriche    | Lotus-Ford   | Résumé    |
| 1972   | 2 juillet | Jackie Stewart   | Royaume-Uni | Tyrrell-Ford | Résumé    |

Le Grand Prix de France moto s'y déroule de 1959 à 1967 puis de 1972 à 1974. L'édition 1974 réunit prés de 100 000 spectateurs.

### Fin de l'âge d'or
Les infrastructures du circuit, situées sur un flanc de montagne, se sont rapidement révélées obsolètes tandis que la piste, du fait du ravinement, est souvent couverte de gravillons de pouzzolane. La projection d'un de ces gravillons par une des roues d'un adversaire causa la perte d'un œil d'Helmut Marko, la fin de sa carrière et l'arrêt de l'utilisation de Charade pour le Grand Prix de France.

### Nouveau circuit

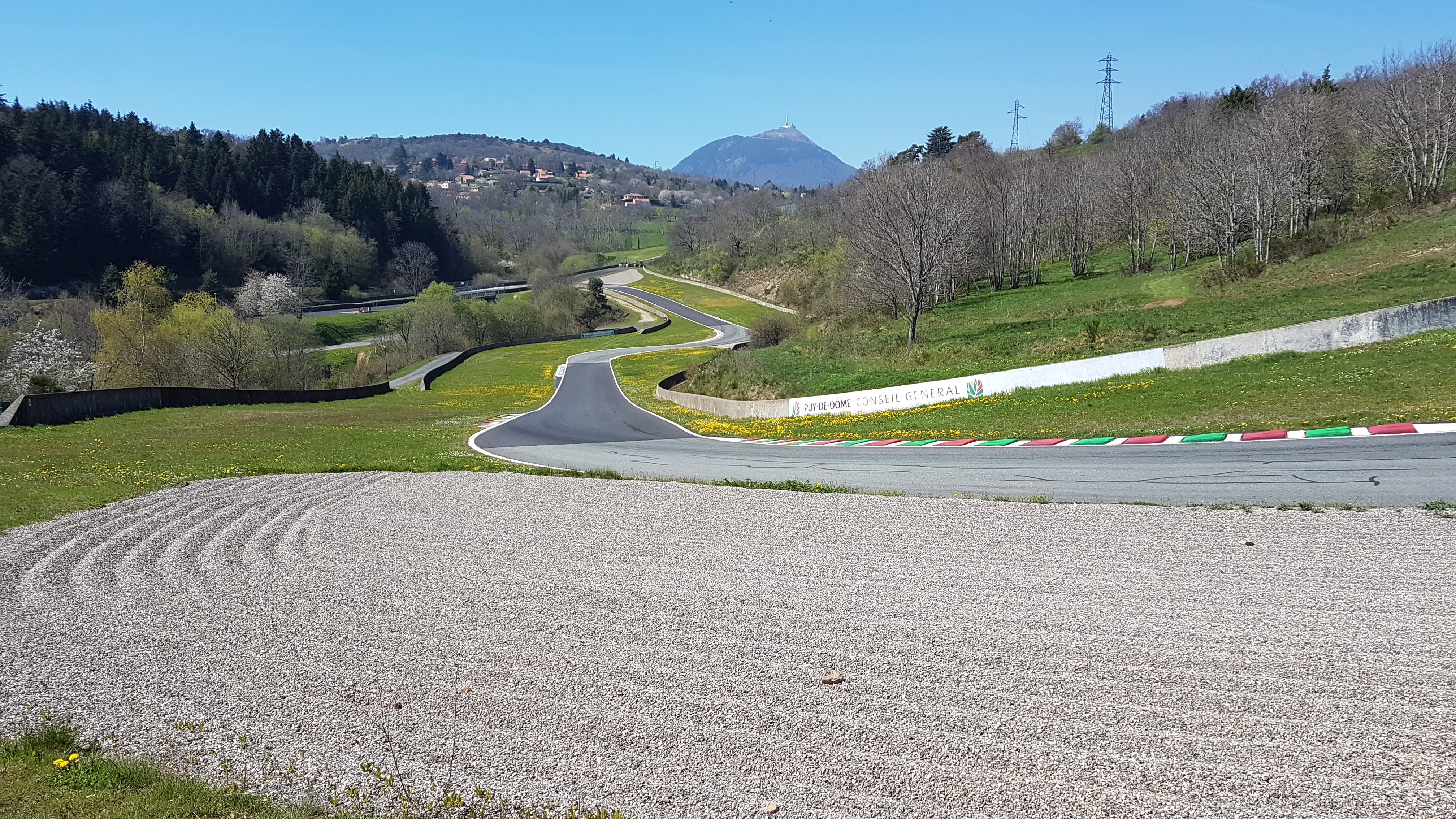
Le circuit de Charade en 2017.

En 1971, pour répondre à l'évolution des exigences en matière de sécurité, l'Association sportive de l'Automobile-Club d'Auvergne et les autorités envisagent la création d'une version raccourcie du circuit. Plusieurs projets se succèdent dans les années 1970 mais plusieurs recours judiciaires et des questions foncières retardent les travaux. Ils commencent finalement au printemps 1988.
Le nouveau tracé réutilise une portion de l'ancien avec l'ajout d'une bretelle d'un kilomètre environ qui relie le virage de Manson et les environs de Champeaux. La descente sur Gravenoire et une partie de la remontée ne sont plus utilisées et redeviennent une « simple » route publique. La nouvelle piste est ainsi raccourcie à 3 975 mètres. La première course sur le nouveau tracé a lieu le 23 juin 1989.
Charade est progressivement transformé en circuit permanent. Son enceinte est totalement clôturée à la fin de l'an 2000. Entre 2000 et 2001, des bâtiments d'accueil et de stockage, trente-cinq stands permanents et une tour de contrôle sont construits.
Le circuit appartient depuis 2012 au conseil départemental du Puy-de-Dôme.

### Futur du circuit
Depuis décembre 2020, le conseil départemental du Puy-de-Dôme, en partenariat avec GCK Motorsport, contribue à créer le premier e-circuit de montagne. Les travaux concernent la mise à neuf des 2 000 m2 de bâtiments du circuit et la création d'une extension de 700 m2 (bâtiment de bureaux et des ateliers pour accueillir des sociétés pouvant fabriquer des véhicules électriques sur le site).
D'ici 2025, des bornes de supercharges de 350 kW doivent être ajoutées dans les stands. Le circuit voulant accueillir des compétitions de rallycross électrique, une "boucle terre" est prévue, ainsi qu'une piste de kart. La création d'un champ solaire de dix hectares est également prévue et une structure de distribution d'hydrogène envisagée.

## Tracé

### Tracé historique (1958-1988)

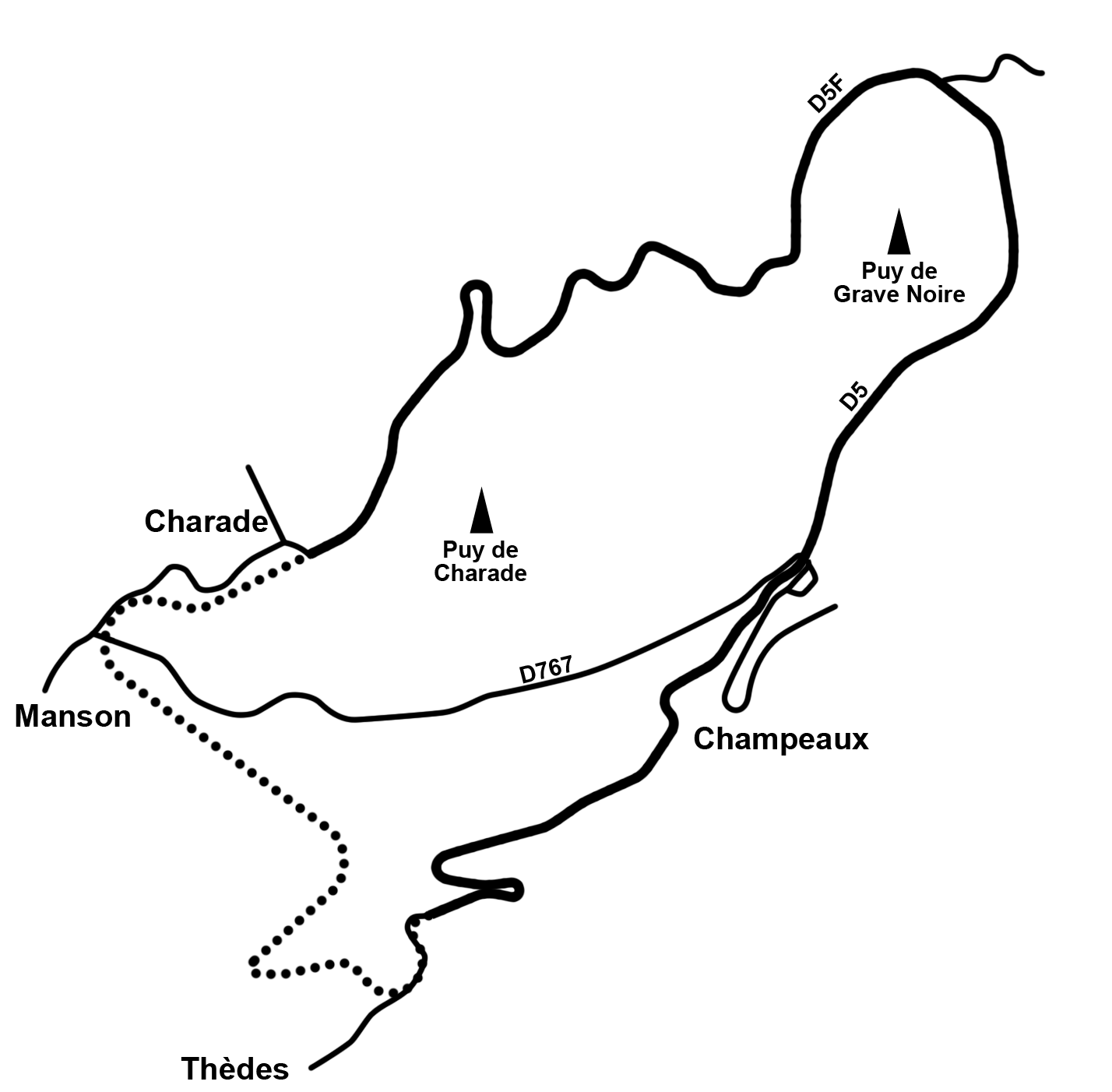
Création du circuit de Charade Clermont-Ferrand. En pointillés, la route construite spécifiquement.

Immédiatement après le départ, une longue courbe à gauche aveugle ouvre sur la plus longue ligne droite du circuit (0,6 kilomètre) qui s'élève progressivement jusqu'à la très longue et rapide courbe à droite de Manson. Enchaînant sur une courbe à gauche plus lente, le tracé atteint son point culminant au hameau de Charade. Commence alors la longue descente sur Gravenoire, tout d'abord par une série de très légères courbes sans difficultés, avant de rejoindre à pleine vitesse le point le plus spectaculaire du circuit : le Belvédère, appelé aussi « Grand Balcon », dominant toute l'agglomération de Clermont-Ferrand. L'approche de ce virage en épingle à cheveux est très délicate, le freinage se faisant en appui sur deux courbes à gauche successives.
Le tracé enchaîne sur une grande courbe à gauche en accélération, débouchant sur une autre difficulté du circuit de Charade : les Jumeaux. Il s'agit de deux virages serrés à droite, de physionomie en apparence identique mais à la trajectoire idéale radicalement différente, le premier fermant, le second ouvrant. La section la plus sinueuse du circuit se termine par une succession de virages droite-gauche très soutenue, avant de déboucher subitement sur une série de courtes lignes droites à peine entrecoupée de très légères courbes droite. Les pilotes débouchent à pleine vitesse sur le point le plus bas du circuit, Gravenoire, une courbe relevée, plus serrée que les précédentes, commande toute la remontée vers le carrefour de Champeaux. À la sortie de cette courbe, le pilote britannique Ivor Bueb se blesse grièvement le 26 juillet 1959 (il décédera quelques jours plus tard) en percutant le talus séparant le tracé du circuit de la route redescendant vers Royat.
Toute la remontée est sans difficulté, le premier gros freinage s'effectuant pour le virage de la Ferme, un gauche-droite très serré commandant une longue descente qui se termine par un virage à 180° à gauche assez serré, le « Petit Pont ».
Forte remontée jusqu'à l'épingle la plus serrée du circuit, rapidement enchaînée par un virage gauche en montée, commandant l'importante courbe à près de 180° du tertre de Thèdes. Commencée en montée et se prolongeant en descente, cette courbe à droite d'un rayon non constant nécessite une trajectoire particulière. Une dernière courbe à gauche et le parcours se termine par le très serré virage à droite Louis Rosier.

### Tracé moderne (1989 à aujourd'hui)

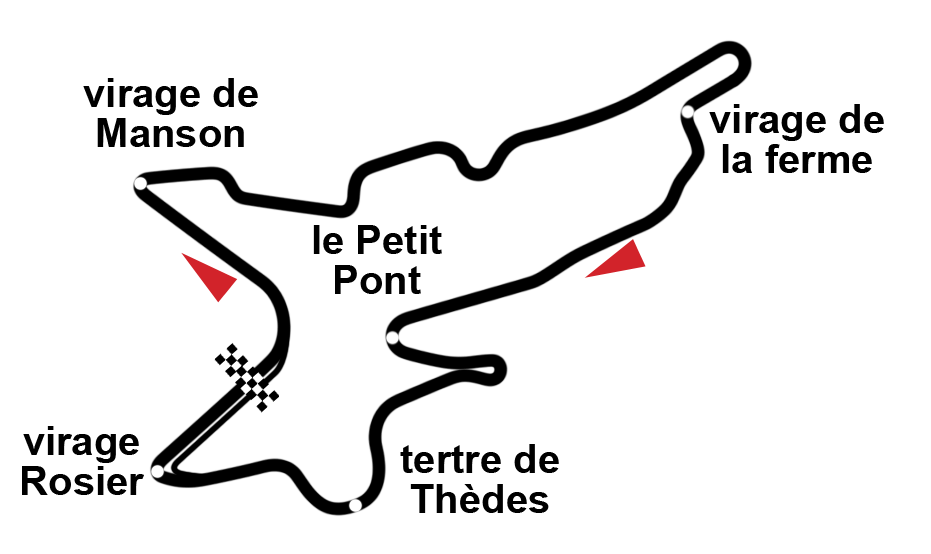
Le circuit de Charade réduit utilisé depuis 1989.

Le circuit actuel compte dix-huit virages, développe 3,975 km, et sa largeur est comprise entre 9 et 12 mètres.

### Un tracé difficile à retrouver
Dès les premières compétitions fut publié dans les programmes un plan du circuit dont le dessin était approximatif. Recopié au fil des années, il continua à s'altérer. Pourtant, ces documents contenant de rares informations comme le rayon des courbes ou le pourcentage des pentes ont servi de base dans de très nombreux ouvrages de référence, au point qu'il est difficile de retrouver, en 2015, y compris sur internet et même dans des jeux vidéo réputés pour leur réalisme le véritable tracé du circuit,,,,,,,.
Ces altérations sont les plus importantes dans le secteur Nord-Est du circuit, au point de modifier complètement la compréhension de la courbe de Gravenoire. Toute la fin de la descente vers le point bas du circuit puis le début de la remontée jusqu'à La Carrière n'étaient constitués que de très rapides courbes à droite sans aucun virage à gauche freinant les pilotes. Lancés à pleine vitesse, il fallait parcourir Gravenoire en perdant le moins de vitesse possible, car cette courbe commandait toute la longue remontée vers le carrefour de Champeaux. Les passages des bolides y étaient donc particulièrement impressionnants.
Pourtant, pendant toute la durée de vie du « Grand Charade », de 1958 à 1988, le tracé du circuit est resté inchangé. De nombreuses photographies d'époque montrant les travaux du circuit ou pendant les compétitions ainsi que de films permettent de visualiser le tracé correct de Charade. Au surplus, ni le cadastre, ni les clichés aériens bruts, ni les cartes produites par l'Institut géographique national n'accréditent les thèses des tracés fantaisistes,,.
En 2002, un reportage photo complet du tracé a été réalisé sur le même bitume qui avait accueilli les dernières compétitions de 1988.
Même encore aujourd'hui, (2015), la portion de route qui n'est plus utilisée par le circuit actuel n'a pas été modifiée, hormis la première moitié de la courbe de Manson qui a disparu lors de la création d'un rond-point. À différents endroits (Gravenoire et freinage du Belvédère) on peut encore apercevoir les petites fosses en béton permettant la fixation des rails de sécurité amovibles.
La portion du « Grand Charade » utilisée encore par le tracé actuel n'a été modifiée qu'à la marge, hormis le virage de la Ferme et celui précédant le Tertre de Thèdes, tous les deux adoucis, et le virage Rosier, incluant désormais dans une même forme le léger droit le précédant.

## Divers

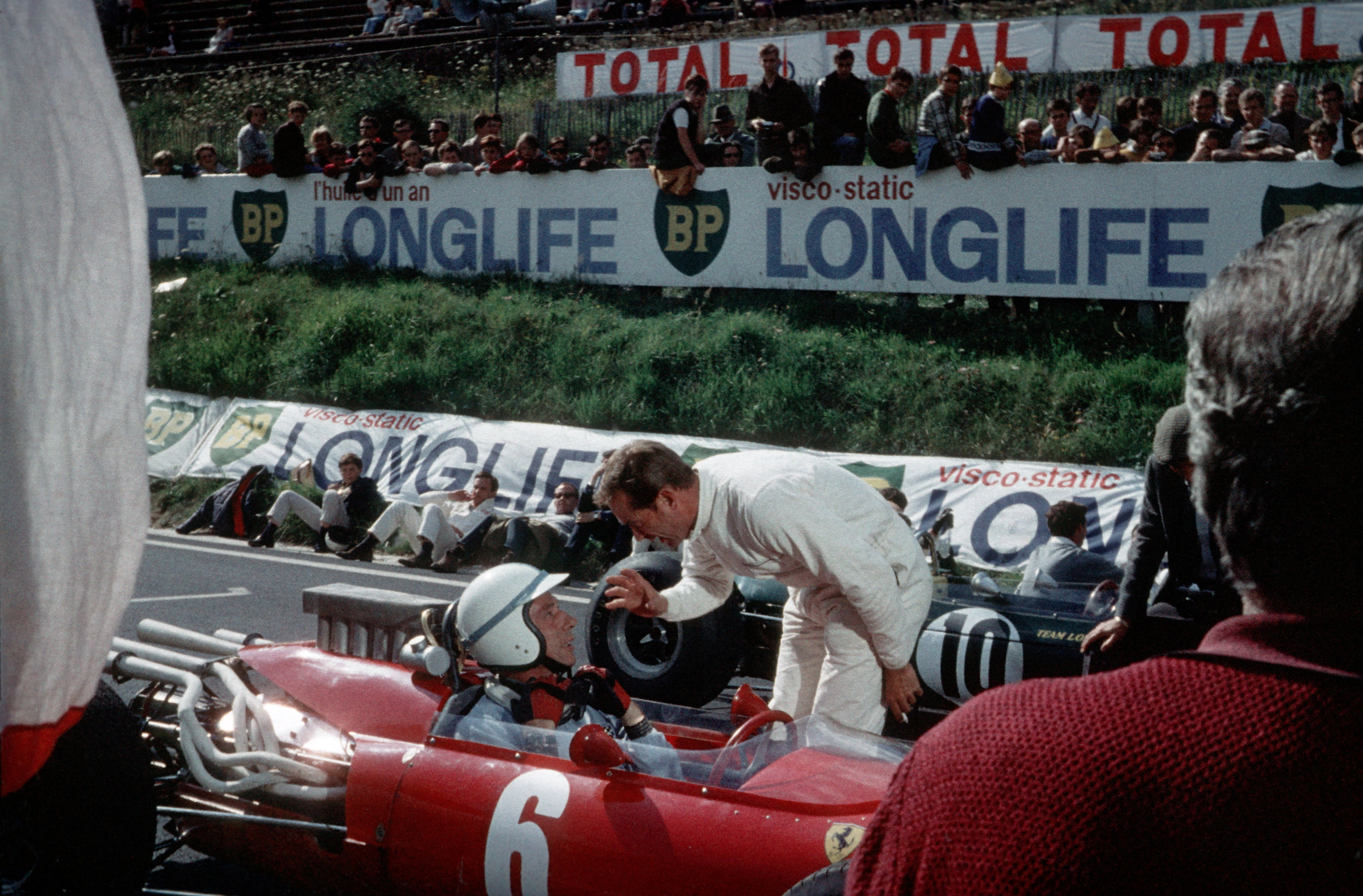
Tournage du film Grand Prix sur le circuit de Charade. Ici, Phil Hill en discussion avec Yves Montand.

- Ivor Bueb y meurt en 1959, ainsi que trois commissaires lors de la Coupe de France Renault Elf 1980.
- Daihatsu a appelé un de ses modèles Charade en hommage au circuit.
- Le constructeur de motos Voxan, a appelé un de ses modèles « Voxan Charade Racing ». La sérigraphie identifiant le modèle représente le tracé du circuit.
- Le record de l'ancien tracé aux 52 virages est détenu par le Néo-Zélandais Chris Amon, qui tourne à plus de 166,751 km/h de moyenne (avec un temps de 2 min 53 s 9) lors du Grand Prix automobile de France 1972.
- Le 5 juillet 1998, Laurent Jalabert remporte le titre de champion de France de cyclisme sur route 1998 sur le circuit de Charade.
- Le film Grand Prix y est en partie tourné en juillet-août 1966[24].
- La stèle en hommage à Louis Rosier, inaugurée en 1959 en bordure du virage du même nom et placée dans l'axe du freinage, est reculée en surplomb de la piste.
- En 2022, l'association Agissons pour Charade repeint le mur du virage de Manson[25],[26].